# Putzgruppe
Putzgruppe (auch: Putztruppe) war eine linksradikale Gruppe junger Männer, die von etwa 1971 bis 1976 in Frankfurt am Main mit Helmen und Knüppeln bewaffnet Straßenkämpfe mit Polizisten führten. Die Gruppe war der militante Teil der Gruppierung Revolutionärer Kampf und wurde überregional ab 2000 bekannt, als ihr früherer Anführer Joschka Fischer als deutscher Bundesaußenminister amtierte.

## Aktionen der Gruppe
Ein typisches Einsatzgebiet der Gruppe war die gewaltsame Verteidigung von besetzten Häusern gegen polizeiliche Räumungen im Rahmen des sogenannten Frankfurter Häuserkampfs. Zur Vorbereitung auf ihre innerstädtischen Einsätze gegen die Polizei fuhren Gruppenmitglieder häufig in ländliches Gelände im Frankfurter Umland, um dort unerkannt Trainingseinheiten zu absolvieren, bei denen auch im Straßenkampf erbeutete Polizei-Ausrüstungsgegenstände wie Schilde und Schlagstöcke verwendet wurden. Beim Angriff auf das spanische Generalkonsulat im September 1975, bei dem rund 200 vermummte Demonstranten außer Farbbeuteln auf das Gebäude auch Steine und Molotow-Cocktails auf Polizisten warfen, soll die Putzgruppe um Fischer maßgeblich beteiligt gewesen sein. Die Putzgruppe soll unter anderem auch für die Verwendung von Molotow-Cocktails bei einer Demonstration im Mai 1976 verantwortlich gewesen sein, bei der der Polizist Jürgen Weber schwere, 60-prozentige Hautverbrennungen erlitt. Nachdem Fischer unter dem Eindruck der eskalierten Gewalt dieser Demonstration seine Haltung geändert hatte und bei einem Kongress zu Pfingsten 1976 öffentlich für eine Abkehr vom bewaffneten Kampf eintrat, endeten damit auch die Aktivitäten der Putzgruppe.

## Vermutete Mitglieder
Die Gruppe hatte bis zu 40 Mitglieder, als ihr Kopf gilt der spätere Bundesaußenminister Joschka Fischer. Des Weiteren sollen neben anderen Hans-Joachim Klein, Johnny Klinke, Matthias Beltz, Ralf Scheffler, Raoul Kopania, Georg Clemens Dick und Tom Koenigs Mitglieder gewesen sein. Kopania, Dick und Koenigs unterstützten Fischer ab den 1980er Jahren als enge Mitarbeiter bei dessen politischem Aufstieg und erhielten verschiedene Anstellungen im Staatsdienst, darunter im hessischen Umweltministerium oder im Auswärtigen Amt. In einem Frankfurter Gerichtsprozess 2006 gab Fischer als Zeuge an, die „Putzgruppe“ habe weder einen festen Mitgliederkern gehabt, noch habe es sich um eine festgefügte Organisation gehandelt.

## Terminus
Über den Ursprung des Namens gibt es unterschiedliche Theorien. Zum einen steht „Putz“ für Randale, es kann aber auch als Abkürzung für „Proletarische Union für Terror und Zerstörung“ beziehungsweise „Proletarische Union für Theorie und Zerstörung“ gelesen werden. Der Begriff „Putzgruppe“ wurde laut Arno Luik vom ehemaligen SDS-Bundesvorstand und Mitglied des „Revolutionären Kampfes“ Udo Riechmann geprägt.

## Rezeption
Die Putzgruppe und damit insbesondere die Rolle Joschka Fischers in der gewaltbereiten linksradikalen Szene im Frankfurt der 1970er Jahre wurde ab 2000 im Zusammenhang des Strafprozesses gegen Hans-Joachim Klein und Rudolf Schindler zu einem Thema breiter öffentlicher Wahrnehmung. Klein war ein früherer Mitkämpfer der Gruppe, der sich 1974 den terroristischen Revolutionären Zellen angeschlossen hatte. In einem Interview mit dem Stern im Januar 2001 angesichts der Wiederveröffentlichung eines Fotos vom April 1973, auf dem Klein und Fischer auf einen am Boden liegenden Polizisten einschlagen, und kurz vor seiner geplanten Zeugenaussage im Klein-Prozess sagte Fischer zu der Zeit: „Ja, ich war militant […] Wir haben Steine geworfen.“ Zuvor hatte bereits eine 1998 veröffentlichte polemische Biografie Fischers, in der die Putzgruppe und das gewalttätige Vorleben des Politikers thematisiert worden war, Aufmerksamkeit erregt. Der Journalist Klaus Rainer Röhl legte im Januar 2001 Bundesaußenminister Fischer in einem Artikel in der Neuen Revue wegen dessen Rolle in der seiner Meinung nach antisemitischen Gruppe den Rücktritt nahe. Laut Daniel Cohn-Bendits Aussage von 2005 habe sich dieser Personenkreis „mit Helmen gegen die Staatsmacht schützen wollen, die die Auseinandersetzung gesucht“ habe.